# Dezséri Gyula
Dezséri Gyula, névváltozatok: D. Horváth, Dezsény, született: Horváth Gyula Lajos Miklós (Takácsi, 1852. január 24. – Budapest, Kőbánya, 1928. december 5.) színész.

## Életútja
Apja, Horváth József jómódú kereskedő, anyja Beöreöndy (Böröndi) Erzsébet. Szülei akarata ellenére lett színésszé, 1873-ban, Lászy Vilmos társulatánál. Működött majdnem az egész országban. Pályája első évtizedét Győrött és Aradon töltötte azután 15 éven át egyik társulattól a másikhoz került, 1893-95-ben Szegeden 1895-96-ban Pécsett, majd 1896-97-ben Krecsányi Ignác temesvári társulatánál már a vidék legjobb nevű színészei köze számított. A maga művészi területét is voltaképp életének derekán találta meg, érettebb karakter-alakok (ú. n. apaszerepek) megformálásában.
Az újonnan megnyílt budapesti Magyar Színháznak tagja volt két évadon át, innen Janovics Jenő igazgató 1900-ban a kolozsvári Nemzeti Színházhoz hívta meg, bemutatkozása ott ez év április 17-én volt Herczeg Ferenc »Három testőr« c. bohózatának Pollacsek borkereskedő szerepében. A következő húsz év alatt ennek a műintézetnek kötelékében bontakozott ki valójában eredeti tehetsége, itt szerzett országraszóló hírt és tekintélyt. Egyik erőssége lett a jeles együttesnek, kiemelkedő alakjává az egész kolozsvári színjátszásnak. Gyökeres magyarsága, férfias ereje, közvetlen, mélyen emberi játékstílusa erős rokonságban volt Szentgyörgyi Istvánéval. Működése a jellemszerepek széles területére terjedt ki, leggazdagabban mégis a genre felé hajló alakokban színezett, melyekben a Szentpétery és Szigeti József hagyományának volt kitűnő folytatója. 1914-ben elnyerte a színház örökös tagságát.
Az összeomlás után hontalannak érezte magát a régi falak között, 1920-ban végleg búcsút vett művészi otthonától és Budapestre költözött. Ez év őszén vendégszerepelt a budapesti Nemzeti Színházban s jóízű, tőről metszett Peleskei nótáriusával a közönségnél lelkes tetszésre, a kritikában osztatlan elismerésre talált. 1921. április 15-én a Renaissance Színház tagja lett; életkora, valamint a színház játékrendje itt már jobbára csak epizódszerepekre szorította, de művészetének egyéni zamatával ezekben is magára vonta a figyelmet és méltánylást. Működésének utolsó hónapjait a pécsi színház kötelékében töltötte, 1924. január 1-én pedig nyugalomba vonult. Utolsó éveit a fővárosban élte le, itt is temették el a budapesti színészvilág és a legszélesebb körű közönség igaz részvéte mellett. Gyomorrákban hunyt el. Haláláról az Országos Színészegyesület meleghangú gyászjelentést bocsátott ki.
Neje Gerzsán (Genzau/Gensau) Mária Ludovika (Pest, 1849. augusztus 18. – Kolozsvár, 1919. január) színésznő volt, aki 1868 és 1905 között működött a színpadon. Genzau Mária lánya Genzau Olga, s utóbbi lánya Dezséri (Genzau) Emma, aki szintén a színipályára lépett, majd Gálosi Zoltánnak, a Nemzeti Színház tagjának lett a felesége.

## Fontosabb színházi szerepei
- Lear király (William Shakespeare)
- Kányai (Szigligeti Ede: Liliomfi)
- Montague (William Shakespeare: Rómeó és Júlia)
- Főúr (Bródy Sándor: A tanítónő)
- Mikhál bán (Katona József: Bánk bán)

## Filmszerepei
- Sárga csikó (1913)
- A börzekirály (1915)
- Éjféli találkozás (1915)
- Leányfurfang (1915)
- Liliomfi (1915)
- Petőfi dalciklus (1916)
- A dolovai nábob leánya (1916)
- A gyónás szentsége (1916)
- A peleskei nótárius (1916)
- Ártatlan vagyok! (1916)
- A szerzetes (1917)
- Hotel Imperial (1917)
- A tanítónő (1917)
- A megbélyegzett (1917)
- A vén bakancsos és fia, a huszár (1917)
- A vadorzó (1918)
- A métely (1918)
- A kancsuka hazájában (1918)
- A csodagyerek (1923)
- Leánybecsület (1923)